# Bremer River (Murray River)
Der Bremer River ist ein Fluss im australischen Bundesstaat South Australia.
Er entspringt an den Osthängen der Mount Lofty Ranges auf einer Höhe von 431 m und mündet in den Lake Alexandrina und damit in den Murray River.
Die wichtigsten Nebenflüsse sind der Mount Barker Creek durch die Stadt Mount Barker und der Dawesley Creek, der in der Nähe von Brukunga entspringt.
Die größte Stadt im Einzugsbereich des Flusses ist Mount Barker. Daneben liegen auch die Kleinstädte Nairne und Kanmantoo in der Nähe des Flusses. Direkt am Fluss findet man die Orte Harrogate, Callington und Langhorne Creek, wo das Flusswasser zur Bewässerung der Weinfelder genutzt wird.